# Danny Kent
Danny Kent (Chippenham, 25 novembre 1993) è un pilota motociclistico britannico.
Vincitore nel 2015 del campionato mondiale della classe Moto3.

## Carriera
Nel 2010 partecipa sia alla Red Bull Rookies Cup in cui si classifica al secondo posto finale e prende parte anche al campionato spagnolo di velocità, arrivando al 26º posto finale.
Esordisce nella classe 125 del motomondiale sempre nel 2010, correndo il Gran Premio casalingo in qualità di wild card a bordo di una Honda RS125R. Nello stesso anno corre gli ultimi cinque Gran Premi con il team Lambretta Reparto Corse al posto di Isaac Viñales. In questa stagione non ha ottenuto punti.
Nel 2011 passa al team Red Bull Ajo MotorSport con una Aprilia RSA 125, il compagno di squadra è Jonas Folger. Ottiene come miglior risultato un quarto posto in Spagna e termina la stagione all'11º posto con 82 punti. Nel 2012 rimane nello stesso team, correndo nella nuova classe Moto3 alla guida di una KTM M32; i compagni di squadra sono Sandro Cortese e Arthur Sissis. Ottiene la sua prima pole position e prima vittoria nel motomondiale in Giappone, vincendo poi l'ultima prova stagionale a Valencia ed un terzo posto in Olanda. Termina la stagione al 4º posto.
Nel 2013 passa in Moto2, ingaggiato dal team Tech 3; il compagno di squadra è Louis Rossi. Ottiene come miglior risultato due dodicesimi posti (Repubblica Ceca e Malesia) e termina la stagione al 22º posto con 16 punti. In questa stagione è costretto a saltare i Gran Premi di Giappone e Comunità Valenciana per la frattura della clavicola sinistra rimediata nelle prove libere del GP del Giappone.
Nel 2014 torna in Moto3, alla guida dell'Husqvarna FR 250 GP; il compagno di squadra è Niklas Ajo. Ottiene due terzi posti (Repubblica Ceca e Aragona), una pole position in Giappone e termina la stagione all'8º posto con 129 punti. Nel 2015 passa al team Leopard Racing, alla guida di una Honda NSF250R; i compagni di squadra sono Efrén Vázquez e Hiroki Ono. Ottiene sei vittorie (Americhe, Argentina, Spagna, Catalogna, Germania e Gran Bretagna), un secondo posto in Italia, due terzi posti (Qatar e Olanda) e sei pole position (Americhe, Argentina, Italia, Germania, Indianapolis e Australia). L'8 novembre si laurea campione del mondo della classe Moto3, giungendo 9º nel Gran premio finale a Valencia.
Nel 2016 rimane nel team Leopard e passa in Moto2 alla guida di una Kalex, il compagno di squadra è Miguel Oliveira. Ottiene come miglior risultato un sesto posto in Qatar e termina la stagione al 22º posto con 35 punti. In questa stagione è costretto a saltare il Gran Premio di Germania a causa di una lesione alle costole.
Nel 2017 inizia la stagione con il team Kiefer Racing alla guida di una Suter MMX2, con compagno di squadra lo svizzero Dominique Aegerter, ma prima del Gran Premio di Spagna si separa dal team per divergenze con la proprietà. Trova poi un accordo come collaudatore per il team Red Bull KTM Ajo nella classe Moto3, partecipa inoltre, in qualità di wild card al Gran Premio di Francia. Disputa poi il Gran Premio d'Italia in sella alla Kalex Moto2 del team Garage Plus Interwetten in sostituzione dell'infortunato Iker Leucona. Torna nuovamente in Moto3 per disputare il Gran Premio di Germania in sostituzione dell'infortunato Niccolò Antonelli con il team per il quale ricopre il ruolo di collaudatore. In Moto2 ha totalizzato tre punti, in Moto3 sei; chiudendo rispettivamente al trentatreesimo e trentaduesimo posto in classifica piloti.
Nel 2018 corse in Moto2 con la Speed Up; con compagno di squadra Fabio Quartararo. Venne licenziato dopo il Gran Premio d'Aragona e sostituito da Edgar Pons. Totalizzò 8 punti, ottenuti con i dodicesimi posti di Argentina e Austria. Nell'ottobre dello stesso anno, partecipò all'ultima tappa del British Superbike a Brands Hatch con una Suzuki GSX-R1000 del Halsall Racing; piazzandosi dodicesimo in gara 3 e chiudendo le precedenti due gare con un ritiro.
Nel 2019 Kent firmò a metà stagione un contratto con il team Bike Devil Sweda MV Agusta per correre la seconda parte del campionato britannico di Superbike. Coinvolto nel mese di marzo in una rissa, in cui era presente anche il fratello, Kent venne condannato in agosto a quattro mesi di carcere per detenzione illegale di arma bianca, pena che venne poi sospesa per 12 mesi. Poco dopo venne svincolato dalla squadra corse e sostituito con il connazionale James Ellison. Chiuse la stagione con tre gare disputate senza aver ottenuto punti.
Nel 2020 prese parte al BSB nella classe Superstock 1000 con il Morello Racing, equipaggiato con Kawasaki. Concluse la stagione al sesto posto finale, con quattro podi complessivi e una vittoria, ottenuta a Brands Hatch nell'ultima gara stagionale. Nel 2021, Kent firmò come pilota titolare nel Buildbase Hawk Suzuki del BSB Superbike. Il 1º agosto sul circuito di Thruxton, ottenne il primo podio nella categoria, piazzandosi terzo. Continuò a gareggiare in ambito nazionale anche nelle annate successive. Nel 2024, in sella ad una YZF-R1 del team McAMS, rimase in corsa per il titolo anche nello Showdown di fine campionato chiudendo poi quarto con una vittoria in gara.

## Risultati nel motomondiale
| 2010 | Classe | Moto              |  |  |  |  |     |  |  |  |    |  |  |  |  |     |     |    |     |     |  | Punti | Pos. |
| ---- | ------ | ----------------- |  |  |  |  | --- |  |  |  | -- |  |  |  |  | --- | --- | -- | --- | --- |  | ----- | ---- |
| 2010 | 125    | Honda e Lambretta |  |  |  |  | Rit |  |  |  | NE |  |  |  |  | Rit | Rit | 21 | Rit | Rit |  | 0     |      |

| 2011 | Classe | Moto    |    |   |    |    |    |    |   |    |   |    |     |    |   |   |   |    |    |    |  | Punti | Pos. |
| ---- | ------ | ------- | -- | - | -- | -- | -- | -- | - | -- | - | -- | --- | -- | - | - | - | -- | -- | -- |  | ----- | ---- |
| 2011 | 125    | Aprilia | 13 | 4 | 14 | 17 | 11 | 10 | 6 | 15 | 9 | NE | Rit | 13 | 6 | 6 | 9 | 22 | 10 | 17 |  | 82    | 11º  |

| 2012 | Classe | Moto |   |     |   |     |    |   |   |     |   |    |    |   |    |   |   |   |   |   |  | Punti | Pos. |
| ---- | ------ | ---- | - | --- | - | --- | -- | - | - | --- | - | -- | -- | - | -- | - | - | - | - | - |  | ----- | ---- |
| 2012 | Moto3  | KTM  | 8 | Rit | 8 | Rit | 20 | 6 | 3 | Rit | 5 | NE | 12 | 7 | 12 | 4 | 1 | 6 | 5 | 1 |  | 154   | 4º   |

| 2013 | Classe | Moto   |    |    |    |    |    |    |    |     |    |    |    |    |    |    |    |    |    |  |  | Punti | Pos. |
| ---- | ------ | ------ | -- | -- | -- | -- | -- | -- | -- | --- | -- | -- | -- | -- | -- | -- | -- | -- | -- |  |  | ----- | ---- |
| 2013 | Moto2  | Tech 3 | 18 | 17 | 26 | 15 | 21 | 13 | 19 | Rit | NE | 22 | 12 | 18 | 18 | 15 | 12 | 13 | NP |  |  | 16    | 22º  |

| 2014 | Classe | Moto      |    |   |   |    |    |    |    |   |   |    |   |   |    |   |   |    |   |   |  | Punti | Pos. |
| ---- | ------ | --------- | -- | - | - | -- | -- | -- | -- | - | - | -- | - | - | -- | - | - | -- | - | - |  | ----- | ---- |
| 2014 | Moto3  | Husqvarna | 13 | 8 | 9 | 11 | 13 | 15 | 17 | 8 | 5 | 12 | 3 | 9 | 12 | 3 | 6 | 20 | 4 | 4 |  | 129   | 8º   |

| 2015 | Classe | Moto  |   |   |   |   |   |   |   |   |   |    |   |   |   |     |   |     |   |   |  | Punti | Pos. |
| ---- | ------ | ----- | - | - | - | - | - | - | - | - | - | -- | - | - | - | --- | - | --- | - | - |  | ----- | ---- |
| 2015 | Moto3  | Honda | 3 | 1 | 1 | 1 | 4 | 2 | 1 | 3 | 1 | 21 | 7 | 1 | 6 | Rit | 6 | Rit | 7 | 9 |  | 260   | 1º   |

| 2016 | Classe | Moto  |   |    |     |     |    |    |     |    |     |    |   |    |     |    |     |     |    |   |  | Punti | Pos. |
| ---- | ------ | ----- | - | -- | --- | --- | -- | -- | --- | -- | --- | -- | - | -- | --- | -- | --- | --- | -- | - |  | ----- | ---- |
| 2016 | Moto2  | Kalex | 6 | 16 | Rit | Rit | 19 | 14 | Rit | 14 | Inf | 12 | 7 | 15 | Rit | 29 | Rit | Rit | 18 | 9 |  | 35    | 22º  |

| 2017 | Classe | Moto          |    |     |    |  |  |     |  |  |  |  |    |  |  |  |  |  |  |  |  | Punti | Pos. |
| ---- | ------ | ------------- | -- | --- | -- |  |  | --- |  |  |  |  | -- |  |  |  |  |  |  |  |  | ----- | ---- |
| 2017 | Moto2  | Suter e Kalex | 13 | Rit | NP |  |  | Rit |  |  |  |  | NP |  |  |  |  |  |  |  |  | 3     | 33º  |

| 2017 | Classe | Moto |  |  |  |  |    |  |  |  |     |  |  |  |  |  |  |  |  |  |  | Punti | Pos. |
| ---- | ------ | ---- |  |  |  |  | -- |  |  |  | --- |  |  |  |  |  |  |  |  |  |  | ----- | ---- |
| 2017 | Moto3  | KTM  |  |  |  |  | 10 |  |  |  | Rit |  |  |  |  |  |  |  |  |  |  | 6     | 32º  |

| 2018 | Classe | Moto     |    |    |     |     |    |     |    |     |     |     |    |    |     |     |  |  |  |  |  | Punti | Pos. |
| ---- | ------ | -------- | -- | -- | --- | --- | -- | --- | -- | --- | --- | --- | -- | -- | --- | --- |  |  |  |  |  | ----- | ---- |
| 2018 | Moto2  | Speed Up | 17 | 12 | Rit | Rit | 21 | Rit | 21 | Rit | Rit | Rit | 12 | AN | Rit | Rit |  |  |  |  |  | 8     | 25º  |

| Legenda | 1º posto        | 2º posto            | 3º posto            | A punti      | Senza punti        | Grassetto – Pole position Corsivo – Giro più veloce |
| Legenda | Gara non valida | Non qual./Non part. | Ritirato/Non class. | Squalificato | '-' Dato non disp. | Grassetto – Pole position Corsivo – Giro più veloce |